# Мироновка (Лозовский район)
Мироновка (укр. Миронівка), село, 
Краснопавловский поселковый совет,
Лозовский район,
Харьковская область.
Код КОАТУУ — 6323955405. Население по переписи 2001 года составляет 334 (166/168 м/ж) человека.

## Географическое положение
Село Мироновка находится на расстоянии в 1 км от реки Орелька.
На расстоянии в 1 км находится посёлок Нижняя Краснопавловка.

## История
- 1929 — дата основания.

## Экономика
- Свинотоварная ферма.